# Stroobosser Trekvaart

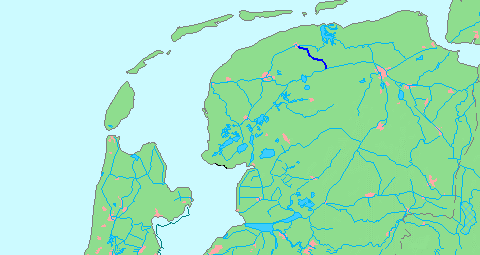
Lage der Stroobosser Trekvaart

Die Strobosser Trekvaart ist ein Kanal, der von Dokkum nach Gerkesklooster und Stroobos in der Provinz Friesland verläuft. Dort hat er Verbindungen zum Prinses-Margriet-Kanal und dem Van Starkenborghkanaal.

## Geschichte
Die Stroobosser Trekvaart wurde von 1654 bis 1656 im Auftrag der Stadtverwaltung Dokkum angelegt. Man erhoffte sich davon, eine bessere Schifffahrtsanbindung an Groningen zu bekommen. Entlang des Kanals verläuft ein Treidelpfad für Pferde.
Wegen der hohen Kosten geriet die Stadt Dokkum in Konkurs. Dadurch kam der Kanal in den Besitz einer Gruppe von Geldgebern. Diese errichteten, um den Kanal zu finanzieren, Zollhäuser, an denen ein Wegezoll entrichtet werden musste. Die Zollhäuser standen:
- nördlich von Wouterwoude
- bei Oostwoude
- bei Oudwoude
- und östlich von Buitenpost

## Verlauf
Der Kanal läuft in südöstlicher Richtung von Dokkum an die Nordseite von Wouterswoude und Driesum. Dort kreuzt er den Nieuwe Zwemmer/Petslot. Anschließend verläuft der Kanal südlich von Westergeest, Oudwoude und Kollum. Dort biegt er nach Süden ab und endet bei Gerkesklooster und Stroobos im Prinses-Margriet-Kanal. Entlang des Kanals führt heute die Provinzstraße 910, die auch Treidelweg genannt wird.

## Shared Space
Die Straße, die parallel zum Kanal verläuft, galt bisher aufgrund ihres schlechten Zustands, des geraden Verlaufs und diversen Kreuzungen als Unfallschwerpunkt. Oft sind Fahrzeuge mit viel zu hohen Geschwindigkeiten auf den Randstreifen geraten, ins Schleudern geraten und von der Straße abgekommen. Einige Fahrer sind in den Kanal gestürzt und ertrunken. Daher wird die Stroobosser Trekvaart derzeit nach den Grundlagen des Shared Space Konzeptes modernisiert, und somit zur ersten Landstraße, die diesem Konzept folgt.
Die Gestaltung der Straßenoberfläche soll zukünftig für mehr Sicherheit sorgen, indem der Randbereich gesichert und speziell präpariert wird, um die Straße optisch zu verengen, und die Kreuzungsbereiche gepflastert werden, um die Aufmerksamkeit der Fahrer zu provozieren. Aussichtsplattformen an den langen Geraden sollen den Charakter beeinflussen und sich ebenfalls positiv auf die gefahrenen Geschwindigkeiten auswirken. Die Fertigstellung erfolgte im Juni 2009.